# Episodi di Die Rosenheim-Cops (ottava stagione)
L'ottava stagione della serie televisiva Die Rosenheim-Cops è stata trasmessa in anteprima in Germania dalla ZDF tra il 7 ottobre 2008 e il 14 aprile 2009.
| nº | Titolo originale              | Titolo italiano | Prima TV Germania | Prima TV Italia |
| -- | ----------------------------- | --------------- | ----------------- | --------------- |
| 1  | Tut Harry Norden morden?      | inedito         | 7 ottobre 2008    | inedito         |
| 2  | Tod im Spielzeugland          | inedito         | 14 ottobre 2008   | inedito         |
| 3  | Am toten Punkt                | inedito         | 21 ottobre 2008   | inedito         |
| 4  | Zu Tode geprobt               | inedito         | 28 ottobre 2008   | inedito         |
| 5  | Ein Mordsjahrgang             | inedito         | 4 novembre 2008   | inedito         |
| 6  | Eine Falle für Hartl          | inedito         | 11 novembre 2008  | inedito         |
| 7  | Eine Mordsrechnung            | inedito         | 18 novembre 2008  | inedito         |
| 8  | Mörderische Volksmusik        | inedito         | 25 novembre 2008  | inedito         |
| 9  | Der Tod kam von oben          | inedito         | 2 dicembre 2008   | inedito         |
| 10 | Jung, schön, fit und tot      | inedito         | 9 dicembre 2008   | inedito         |
| 11 | Rendezvous mit Todesfolge     | inedito         | 16 dicembre 2008  | inedito         |
| 12 | Eine tödliche Partie          | inedito         | 23 dicembre 2008  | inedito         |
| 13 | Der Tod coacht mit            | inedito         | 30 dicembre 2008  | inedito         |
| 14 | Der letzte Einsatz            | inedito         | 6 gennaio 2009    | inedito         |
| 15 | Der verschleierte Tod         | inedito         | 13 gennaio 2009   | inedito         |
| 16 | Schachmatt und tot            | inedito         | 20 gennaio 2009   | inedito         |
| 17 | Mit Schwung in den Tod        | inedito         | 27 gennaio 2009   | inedito         |
| 18 | Der Tod zeigt Muskeln         | inedito         | 3 febbraio 2009   | inedito         |
| 19 | Der Tod aus dem All           | inedito         | 10 febbraio 2009  | inedito         |
| 20 | Tod im Milchsee               | inedito         | 17 febbraio 2009  | inedito         |
| 21 | Zu Tode betrübt               | inedito         | 24 febbraio 2009  | inedito         |
| 22 | Ein tödliches Projekt         | inedito         | 3 marzo 2009      | inedito         |
| 23 | Kuhgebrüll als Alibi          | inedito         | 10 marzo 2009     | inedito         |
| 24 | Mord mit Seeblick             | inedito         | 17 marzo 2009     | inedito         |
| 25 | Drei Sterne und ein Todesfall | inedito         | 24 marzo 2009     | inedito         |
| 26 | Der fast perfekte Mord        | inedito         | 31 marzo 2009     | inedito         |
| 27 | Tod eines Lüftlmalers         | inedito         | 7 aprile 2009     | inedito         |
| 28 | Jo unter Verdacht             | inedito         | 14 aprile 2009    | inedito         |